# Квитневое (Черкасская область)
Квитневое (укр. Квітневе, до 2016 г. — Радгоспное) — посёлок в Драбовском районе Черкасской области Украины.
Население по переписи 2001 года составляло 195 человек. Почтовый индекс — 19852.

## Местный совет
19852, Черкасская обл., Драбовский р-н, с. Богдановка, ул. Школьная, 5